# Socna
Socna (em árabe: سوكنة; romaniz.: Sawknah/Sokna) é uma cidade-oásis da Líbia localizada no distrito de Jufra. Segundo censo de 2012, possuía 8 944 habitantes. Em Socna é falado um dialeto berbere.

## Agricultura
Socna, como oásis, é utilizado como zona de cultivo em meio ao deserto que a circunda. Cultiva-se tâmaras, sobretudo dos tipos Berni Bestiane, Halima, Catari, Deglete Líbio, Niate Meca, Onglaíbe, Taila, Soqueri e Tasferite.

## História
Desde 1850, Socna foi um dos principais centros de propagação da ordem Senussi; os outros centros eram Gate, Gadamés, Zuila e Uau; depois eles expandiram-se ao sul em direção a Gatrone.

### Guerra Civil Líbia
Durante a Guerra Civil Líbia de 2011, a região de Jufra foi zona de conflito entre os insurgentes e as tropas lealistas ao regime e Gadafi. Em 22 de setembro, um porta-voz dos insurgentes afirmou que, após longa batalha, Hune, Uadane e Socna foram capturadas.